# El efecto de la luna
El efecto de la luna (en francés: Coup de lune) es una novela del escritor belga Georges Simenon escrita en el otoño de 1932 en Marsilly, cerca de La Rochelle (en la finca La Richardière), y publicada en abril de ese año en Fayard después de una preimpresión en la sección de reportajes de la revista Candide a principios de 1933.Se trata de una de las primeras novelas duras o roman durs del autor para distinguirla de sus romans populaires o "novelas populares", que son principalmente obras de misterio que suelen presentar a su famoso personaje, el inspector Jules Maigret.
La primera publicación coincidió con una fase de creciente interés en el continente africano, dos años antes se había publicado el cómic de Hergé Tim en el Congo, y el mismo año se publicó Viaje al fin de la noche de Louis-Ferdinand Céline.En su introducción a la edición de New York Review Books, Norman Rush encuentra ciertos paralelismos entre El efecto de la luna y la obra de Céline. 
En un contexto más amplio, la novela aborda las actitudes francesas hacia los africanos y la experiencia colonial francesa. El efecto de la luna tiene mucho en común con el subgénero de la novela negra de la ficción policíaca hard boiled, y puede describirse como una historia "noir colonial", aunque también hay algunos elementos existenciales en la narrativa. 
La novela está dividida en trece capítulos y fue escrita utilizando la tercera persona.

## Argumento
La historia trata de Joseph Timar, un sensible joven francés, que viaja de La Rochelle a Libreville en Gabón para trabajar en un empleo que su tío le ha conseguido en SACOVA, una empresa maderera. Al llegar, descubre que el trabajo no está disponible; sin saber qué hacer, encuentra residencia temporal en un hotel local donde pasa el tiempo bebiendo y jugando billar con un grupo de clientes habituales del hotel: una variedad de leñadores y funcionarios gubernamentales menores. Después de la primera noche de su estancia, Timar se despierta y tiene un encuentro sexual inesperado con Adèle, la esposa del propietario. Poco después, un sirviente negro, Thomas, es encontrado asesinado y el marido enfermo de Adèle, Eugène, muere de esquistosomiasis.
La noche anterior al funeral de Eugène, con el pretexto de dejar a Adèle sola para llorar, los habituales convencen a Timar de que los acompañe en una excursión nocturna a un pueblo nativo. Aquí el grupo recoge a mujeres africanas, una de las cuales está casada, pero cuyo marido parece acostumbrado a que los colonos blancos traten a su esposa como a una prostituta. El grupo se dirige a un claro en el bosque y se desarrolla una fiesta de borrachos. Timar se queda mirando mientras los demás roban la ropa de las mujeres y se van riendo.
Después del funeral, Adèle convence a Timar de utilizar la influencia de su tío para adquirir una concesión para los dos para la cual ella aportará el capital. A pesar de la creciente sospecha de que Adèle no está siendo del todo honesta con él, Timar acepta en el calor de su pasión por ella. Se resuelven los detalles, llega la carta del tío y ambos emprenden el viaje en barco hacia su nuevo territorio. Se detienen en un pueblo donde Adèle inexplicablemente desaparece en una choza nativa por un tiempo antes de regresar. Timar contrae dengue en el camino y pasa el resto del viaje en un estado de delirio. Algún tiempo después, Timar todavía sufre y Adèle decide llevarlo de regreso a Libreville para que reciba tratamiento en un barco tripulado por una tribu de Gabón. Él yace en el fondo del bote, semidelirante mientras los miembros de la tribu reman, y el regreso es borroso para él.
Habiendo retornado a Libreville, todavía débil y a veces incoherente, Timar se entera de que un hombre del pueblo será acusado del asesinato del sirviente Thomas basándose en relatos de testigos oculares. Más tarde, Timar se entera de que la parada de Adèle en el pueblo río arriba fue para sobornar al testigo que testificará en el juicio y condenará al inocente aldeano por el asesinato de Thomas. Como Adèle es quien soborna al testigo, Timar se da cuenta de que ella fue la asesina y descubre que Adèle lo hizo para evitar que Thomas la chantajeara. Thomas había amenazado con contarle al marido de Adèle sobre sus adulterios con Timar y media docena de otros hombres, todos los cuales, incluido el comisionado de policía, ahora están ayudando a Adèle a lograr que la inocente aldeana sea condenada para que puedan continuar sus relaciones con ella. Timar se ve aún más perturbado por todo este conocimiento y, ahora completamente indefenso, es subido a un barco que se dirige de regreso a Francia, murmurando incoherencias mientras el barco sale del puerto.

## Trasfondo

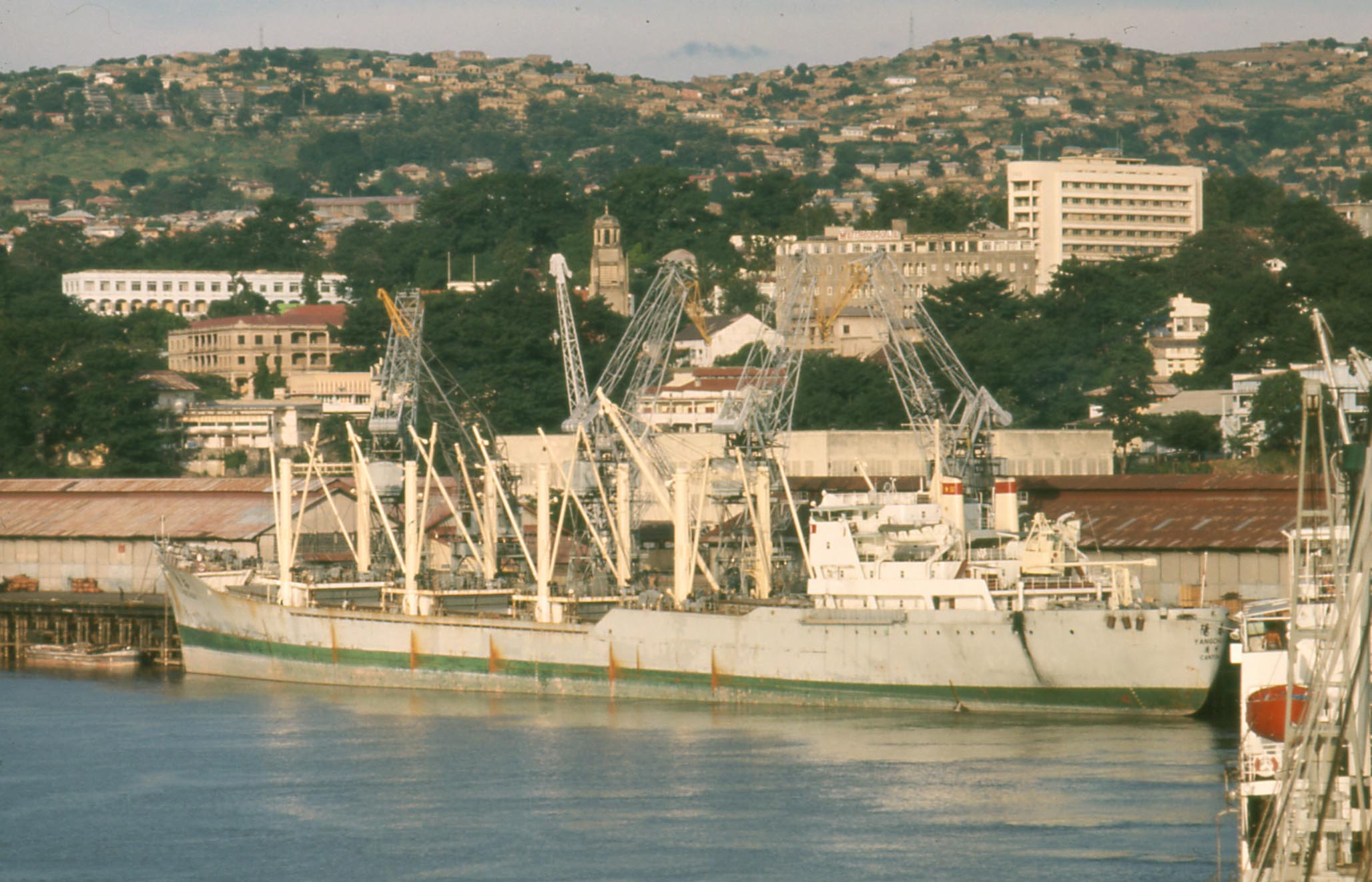
El puerto de Matadi 1965

Georges Simenon se sintió atraído por los temas africanos desde una edad temprana; Publicó los cuentos Nains des cataractes y Seuls parmi les gorilles bajo los seudónimos de Sim y Christian Brulls, respectivamente, pero nunca había visitado el continente. 
En junio de 1932, dos meses después de mudarse a La Rochelle, Simenon y su socio Tigy se embarcaron en un viaje a través de África, primero en barco desde Marsella a Alejandría, luego en avión desde El Cairo vía Wadi Halfa hasta el sur de Sudán hasta la frontera del Congo belga. Al final de un viaje por el Congo, visitaron a Christian, el hermano de Georges, que ocupaba un puesto en la autoridad portuaria de Matadi.
Después de su regreso a Francia, Simenon contó “cómo vio a través del colonialismo”.  “Lo que le irritó particularmente fue el supuesto 'exotismo' de África, porque descubrió que la gente allí no era muy diferente a la de cualquier otro lugar del mundo”. El biógrafo de Simenon, Patrick Marnham, escribió que estaba más interesado en las similitudes entre los pueblos. Según su filosofía, "el hombre en sí mismo, l'homme nu, es siempre el mismo". En ese momento, condenó el colonialismo “principalmente por el efecto que tuvo sobre los colonialistas blancos. Despreciaba la vida fácil que llevaban y los aires que se daban”. Lo notó en el comportamiento de su hermano Christian, quien se jactaba de la forma en que podía tratar a los nativos.  A su regreso, describió sus vivencias e impresiones en un reportaje (L'Afrique vous parle: elle vous dit merde) para el semanario Voilà y las transpuso en los siguientes libros y cuentos, como en 45° a la sombra (45° à l'ombre, 1936), El hombre blanco con gafas (Le blanc à lunettes, 1936) y Un crimen en Gabón (Un crime au Gabon, 1938). El efecto de la luna fue un gran éxito comercial para Simenon, sobre todo por la respuesta de la prensa al juicio por difamación. Esto llevó al novelista a explorar más a fondo los temas coloniales. Luego publicó con Gallimard Le Blanc à lunettes, ambientada en el Congo belga. 

## El juicio contraEl efecto de la luna

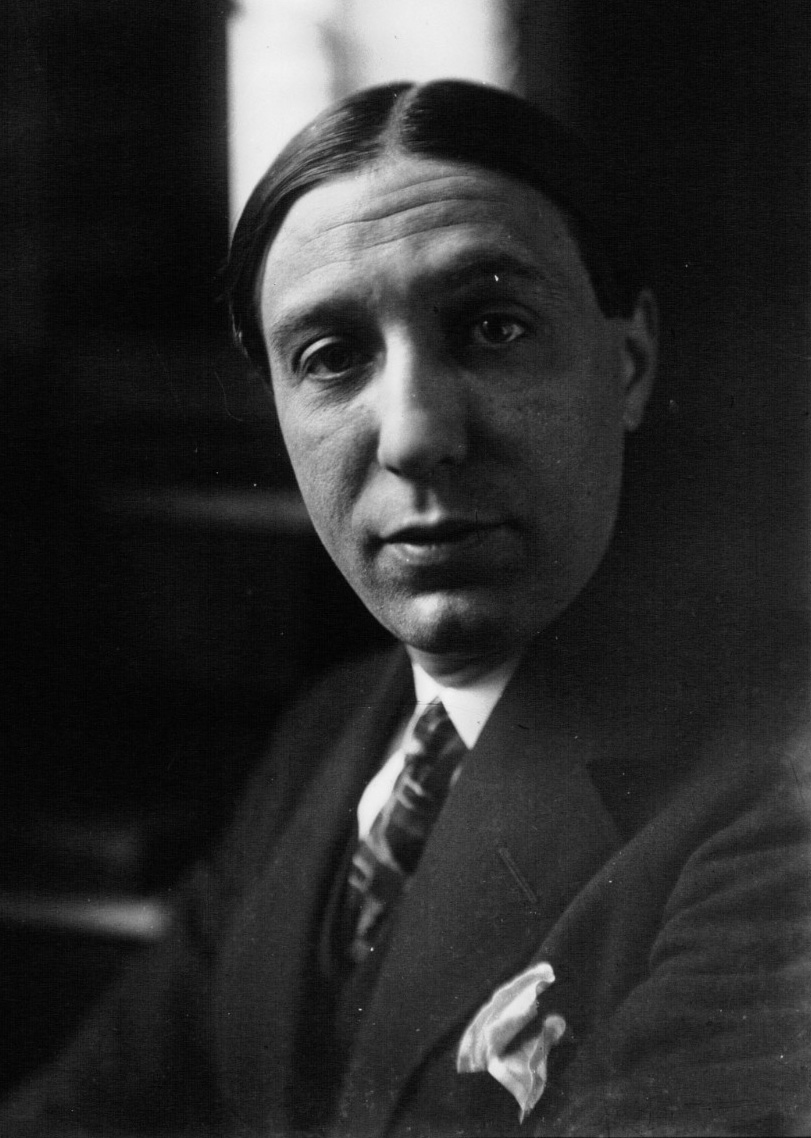
Maurice Garçon

Inmediatamente después de la publicación de El efecto de la luna en 1933, una viuda creyó reconocerse en la (ficticia) Adèle, una tal Madame Mercier que regentaba un hotel en Libreville que, como el hotel del libro de Simenon, se llamaba Hotel central. Regresó a Francia en mayo de 1934 para presentar material para una demanda por difamación. Simenon contrató entonces a uno de los abogados más talentosos de la época, Maurice Garçon, del que ya era amigo. Este “destruyó” a Madame Mercier en su contrainterrogatorio. La debilidad de su argumento era que sólo podía mantener su afirmación de que el libro trataba sobre ella si admitía que el retrato que supuestamente pintó era cierto. Maître Garçon dijo al tribunal que probablemente era la primera vez que veía a una mujer que había viajado medio mundo para confirmar que "una vez fue una puta en la Place des Ternes".  “Madame Mercier perdió el juicio, mucho dinero y lo que quedaba de su reputación”, mientras que el ascenso de Simenon como escritor continuó sin obstáculos.

## Recepción
André Gide escribió a Georges Simenon seis años después de la publicación del libro:

Acabo de releer El efecto de la luna y puedo dar testimonio consciente de la prodigiosa precisión de todas sus anotaciones, lo reconozco todo, paisajes y personas. 

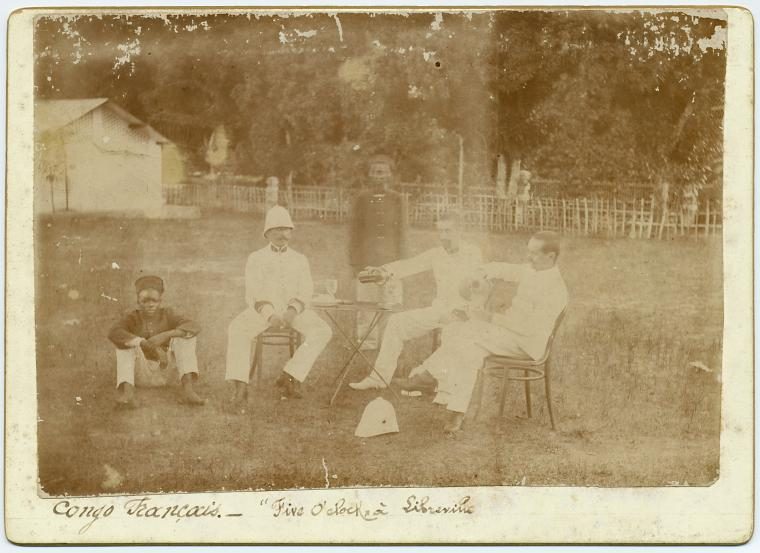
Colonialistas en Libreville tomando el té de las 5. (tomada antes de 1906)

Tilman Spreckelsen criticó la novela por considerarla claramente racista: “Los  estereotipos no mejoran si se presentan desde una perspectiva deficiente. En otras palabras, lo que los europeos afirman y hacen en relación con los nativos en esta novela es intolerable. Un repugnante esprit de corps por parte de los hombres blancos garantiza que los negros sean tratados colectivamente con cierto desprecio y crueldad, sin que los peores excesos sean realmente castigados. Y la rebelión de Timar contra esto, que comenzó después de una larga lucha consigo mismo, no tiene mucho efecto." 
Para Behrang Samsami, “el mundo de Simenon [...] es duro y carente de emociones, egoísta y determinista ”; El efecto de la luna describe un “viaje educativo negativo. Porque Joseph Timar no sólo regresa finalmente a su tierra natal como una persona completamente diferente y desilusionada . A través de su narrativa realista, pero muy cinematográfica, Georges Simenon también desmitifica las ideas cliché sobre las colonias: el protagonista experimenta una sociedad de dos clases en la que los blancos dominan a los negros y los explotan económica y sexualmente. Con su descripción de las condiciones en las colonias, la novela recuerda el cuento Joseph Conrad "El corazón de las tinieblas" (1899) y muestra dónde se encuentran las "fuentes del mal" en las personas:

Timar se deja llevar como los demás. Inicialmente entusiasmado, pronto se aburre. Está constantemente agotado y comienza a beber cada vez más alcohol. Después de un tiempo, él mismo se comporta brutalmente: todo debería subordinarse a Adèle y su objetivo.

René Merle recuerda que la novela de Simenon apareció en una Francia consciente de su "civilización" y que en 1931 disfrutó del espectáculo de una exposición colonial (exposition coloniale). Fue una fase en la que sólo los surrealistas y la vanguardia comunista denunciaron los agravios coloniales, y en la que Simenon (que en realidad no era un revolucionario) dio a la sociedad algo que leer que iba más allá de la percepción habitual de las colonias.

## Adaptación
- Équateur, largometraje francés dirigido por Serge Gainsbourg (1982), protagonizado por Barbara Sukowa, Francis Huster, Jean Bouise, Reinhard Kolldehoff, Julien Guiomar y François Dyrek. Adaptación libre de la novela.[13]
- Adela, película para televisión de Eduardo Mignona, con Grégoire Colin y Eulalia Ramon.[14]